# Бурейнски хребет
Бурѐйнският хребет (на руски: Бурейнский хребет) е планински хребет в Далечния Изток, в югозападната част на Хабаровски край, Русия.
Простира се от север-североизток на юг-югозапад на протежение около 400 km между долината на река Бурея (ляв приток на Амур) на северозапад, долината на река Керби (ляв приток на Амгун на север, долината на река Амгун (ляв приток на Амур) на югоизток и долините на реките Тирма (ляв приток на Бурея) и десният ѝ приток Гуджал на юг. На югоизток, в района на големия завой на река Амгун се свързва с Баджалския хребет. Състои се от редица отделни по-малки хребети и планински масиви със заоблени върхове. Изграден е от гранити, гнайси, седиментни и ефузивни скали. Средна надморска височина в южните части 1000 – 1100 m, в централните и северните – 1600 – 2100 m. Максимална височина 2167 m (51°11′02″ с. ш. 133°55′17″ и. д. / 51.183889° с. ш. 133.921389° и. д.), в централната част. По склоновете му преобладават иглолистни и широколистни гори.